# Romallo
Romallo  és un municipi italià, dins de la província de Trento. L'any 2007 tenia 602 habitants. Limita amb els municipis de Cloz, Dambel, Revò i Sanzeno.

## Administració
| Període | Identitat         | Partit        |
| ------- | ----------------- | ------------- |
| 2005-   | Guglielmo Clauser | Llista cívica |